# Ted and Venus
Ted and Venus (Ted & Venus) est un film américain réalisé par Bud Cort, sorti en 1991.

## Synopsis
En 1974, Ted Whitley, un poète du quartier de Venice à Los Angeles, trouve son inspiration près de la plage. Il tombe amoureux d'une jolie fille en bikini, Linda Turner, qui s'avère être la directrice de l'agence immobilière par l'intermédiaire de laquelle il cherche un appartement. Il tente de séduire Linda avec ses déclarations poétiques et passionnées, mais si elle l'aime bien, elle n'en est pas amoureuse. Se méprenant sur la gentillesse qu'elle lui témoigne, il devient obsédé et la poursuit de ses assiduités jusqu'à la terrifier. 

## Fiche technique
- Titre original : Ted & Venus
- Titre français : Ted and Venus
- Réalisation : Bud Cort
- Scénario : Bud Cort, Randolf Turrow, William Martens et Paul Ciotti d'après son histoire
- Direction artistique : Robert Stover
- Décors : Lynn Christopher
- Photographie : Dietrich Lohmann
- Son : Lee Orloff
- Montage : Peter Zinner et Katina Zinner
- Musique : David Robbins (en)
- Production : Randolf Turrow, William Talmadge
- Sociétés de production : L.A. Dreams Productions (États-Unis), Gondola Film (États-Unis)
- Sociétés de distribution : Double Helix Films (États-Unis), World Wide Distribution (vente à l'étranger)
- Pays de production :  États-Unis
- Langue originale : anglais
- Format : couleur — 35 mm — 1,85:1 — stéréo
- Genre : comédie dramatique
- Durée : 100 minutes
- Date de sortie : États-Unis, 20 décembre 1991[Note 1]
- Film inédit dans les salles françaises

## Distribution
- Bud Cort : Ted Whitley
- James Brolin : Max Waters
- Kim Adams : Linda Turner
- Carol Kane : Colette
- Martin Mull : l'avocat de Ted
- Rhea Perlman : Grace
- Woody Harrelson : le sans-abri, vétéran du Viêt-Nam
- Gena Rowlands : la mère de Linda
- Lady Rowlands (en) : la grand-mère de Linda
- Zoe Cassavetes : la serveuse poseuse

## Production
« Film dédié à la mémoire de Ruth Gordon, Hal Ashby et Colin Higgins. »

— Incipit du film.

### Tournage
- Période de prises de vue : 30 juillet au 11 septembre 1990[1].
- Extérieurs : quartier de Venice à Los Angeles[1].

### Casting
- Trois membres de la famille Cassavetes/Rowlands au générique : Gena Rowlands, sa mère Lady Rowlands (en) et une de ses filles, Zoe Cassavetes.
- On remarque la contribution active du producteur Randolf Turrow[Note 3] à trois postes du film : coscénariste, producteur et acteur (petit rôle en amateur de serviettes de plage).

## Vidéo
(en) Ted & Venus, Pegasus Entertainment, 2008, DVD zone 2, image recadrée format 4/3 (1.33:1), sans sous-titres et sans bonus, 100 min